# PLATO

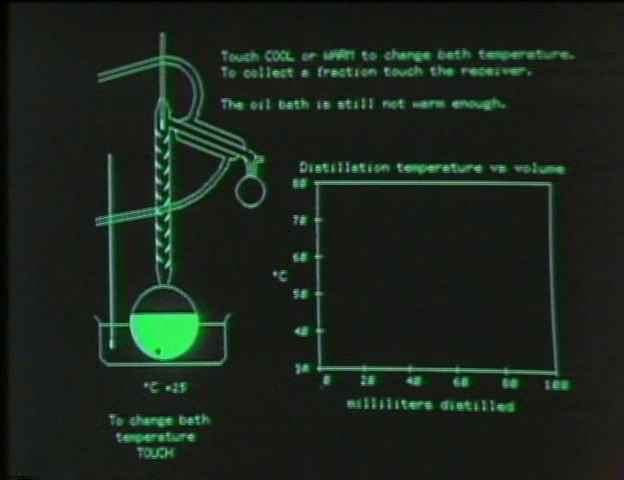
蒸留のシミュレーションを実行中のPLATOの画面

PLATO (Programmed Logic for Automated Teaching Operations) は、ILLIAC I を使って1960年ごろ始まった世界初の汎用コンピュータ支援教育 (CAI) システムで、1970年代末には十数のメインフレームを使った世界各地のネットワークで数千の端末を接続したシステムへと成長した。イリノイ大学で構築され40年間機能し、同大学の学生の教科学習、周辺の学校や大学の教材などに使われてきた。いくつかの後継システムが今も運営中である。
コントロール・データ・コーポレーション (CDC) がシステムに必要なマシンの構築を担当した。CDC社長ウィリアム・ノリスは、PLATOをコンピュータ業界の一勢力とすることを計画していた。PLATOシステムが最終的に機能停止したのは2006年のことで、その数カ月前にウィリアム・ノリスが亡くなっている。フォーラム、電子掲示板、オンライン試験、電子メール、チャットルーム、描画言語、インスタントメッセージング、遠隔スクリーン共有、マルチプレイヤーゲームなど、様々なオンラインでの概念がPLATOで確立されていった。

## 背景
1944年の復員兵援護法(GI法)で第二次世界大戦で戦った退役軍人が大学教育を無料で受けられるようになるまで、アメリカで大学教育を受けられるのはごく一部の人間だけだった。1950年代前半には急激に入学者数が増大し、大学運営側にとってそういった大勢の新入生に確実に教育を受けさせることは重大な懸念事項となった。そこで、工場がコンピュータを使ったオートメーションで生産性を向上させられるなら、教育においても同じことができるのはないかという発想が生まれた。
1957年にソビエト連邦が人工衛星スプートニク1号を打ち上げたことにより起きた、いわゆるSputnik Crisis（スプートニク・ショック）により、アメリカ政府は科学技術教育に大きな予算を付けたため、1950年代末には多くの斬新な科学技術教育における試みが進められた。1958年、アメリカ空軍科学研究局は、コンピュータを活用した教育に関する会議をペンシルベニア大学で開催し、各界（例えばIBM）から研究成果が報告された。

## 起源
1959年ごろ、イリノイ大学の物理学者チャルマーズ・シャーウィンは工学部長ウィリアム・エヴェレットにコンピュータを使った学習システムを提案。工学部長は別の物理学者ダニエル・アルパートに技術者、管理職、数学者、心理学者らを招集させ、その問題についての会合を開いた。数週間に渡った話し合いでも1つのシステム設計を推奨するという結論には至らなかったが、アルパートは研究室の助手ドナルド・ビッツァーがこの問題についてずっと検討してきており、実証システムを構築できると示唆した。
ビッツァーはPLATOの父とされており、高品質のコンピュータ支援教育を提供するにはよいグラフィックス表示が重要だと考えていた（毎秒10文字のテレタイプ端末が一般的だった時代のことである）。1960年、最初のシステム PLATO I が ILLIAC I 上で動作開始した。システムにはディスプレイ用のテレビ受像機とシステムのファンクションメニューを操作する特殊キーボードが含まれている。1961年、2名のユーザーが同時に利用できる PLATO II が稼働している。
プロジェクトの有用性が認められ、PLATOシステムは1963年から1969年にかけて再設計され、PLATO III が完成した。これはプログラミング言語TUTORを使って誰でもレッスンモジュールを設計できるという機能を備えていた。TUTORは1967年、生物学の大学院生ポール・テンザーが考案した。ウィリアム・ノリスが寄贈した CDC 1604 上で作られ、PLATO III は同時に20のレッスンを実行でき、大学周辺の何箇所かに専用端末を配置してシステムに接続することができた。

## NSFの関与
PLATO III までは陸海空の軍の基金からの少ない出資でまかなわれていたが、PLATO III が運営開始すると誰もが規模拡大に意味があると確信するようになった。1967年、アメリカ国立科学財団 (NSF) はそれなりの出資を約束し、ビッツァーは大学内に Computer-based Education Research Laboratory (CERL) を創設することになった。
1972年、新システム PLATO IV が運営可能となった。PLATO IV の端末は重要な技術革新である。ビッツァーが発明したオレンジ色のプラズマディスプレイを採用し、メモリー性とビットマップグラフィックスを両立させている。このプラズマディスプレイはベクター描画が高速で、1260ボーで1秒間に60本の線か180文字を描画できる。ビットマップとしては512×512ピクセルで、文字や線の描画はハードウェアの論理回路で行う。ビットマップグラフィックスで自前の文字も表示できる。プログラム制御でマイクロフィルムをスクリーンに投影できる。PLATO IV 端末には16×16の赤外線タッチパネル機能があり、画面に表示された選択肢に学生が指でタッチして答えることができる。

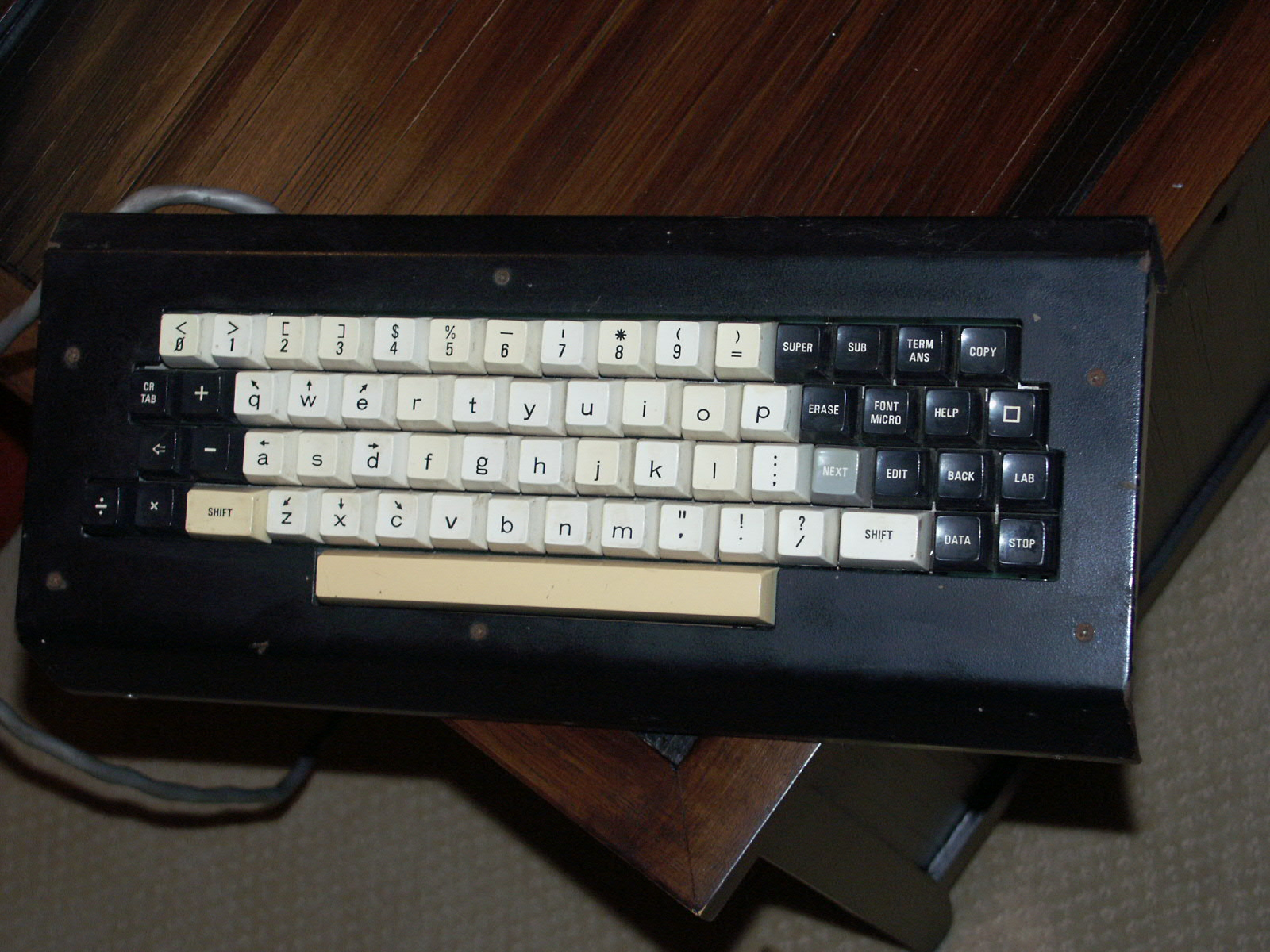
PLATO IV 端末の標準キーボード （1976年ごろ）

端末に周辺機器を接続することもできる。例えば、Gooch Synthetic Woodwind は4声のシンセサイザーで、PLATOのコースウェアに音響を加えることができる。後の PLATO V 端末では16声の Gooch Cybernetic Synthesizer に発展した。これにより初期のマルチメディアを実現している。これらのシンセサイザーのための音楽記述言語が開発され、コンパイラ、楽譜エディタ、音楽ファイル用ファイルシステム、リアルタイム演奏プログラム、デバッグや作曲のためのツールなどが開発された。対話型作曲プログラムもいくつか書かれている。
別の周辺機器として、音声合成装置Votraxが開発され、TUTOR言語にはそれを使ってテキストを読み上げさせる "say" というコマンドが追加された（言語を指定するコマンドは "saylang"）。
このシステムの目標は音楽教師が教材を作るためのツールを提供することで、音楽の聴き取りドリル、キーボード演奏の自動判別、エンベロープや音色を聞き分ける耳のトレーニング、音響学的な対話型の例示または実験、即時のフィードバックを伴う作曲や理論の演習などが考えられる。

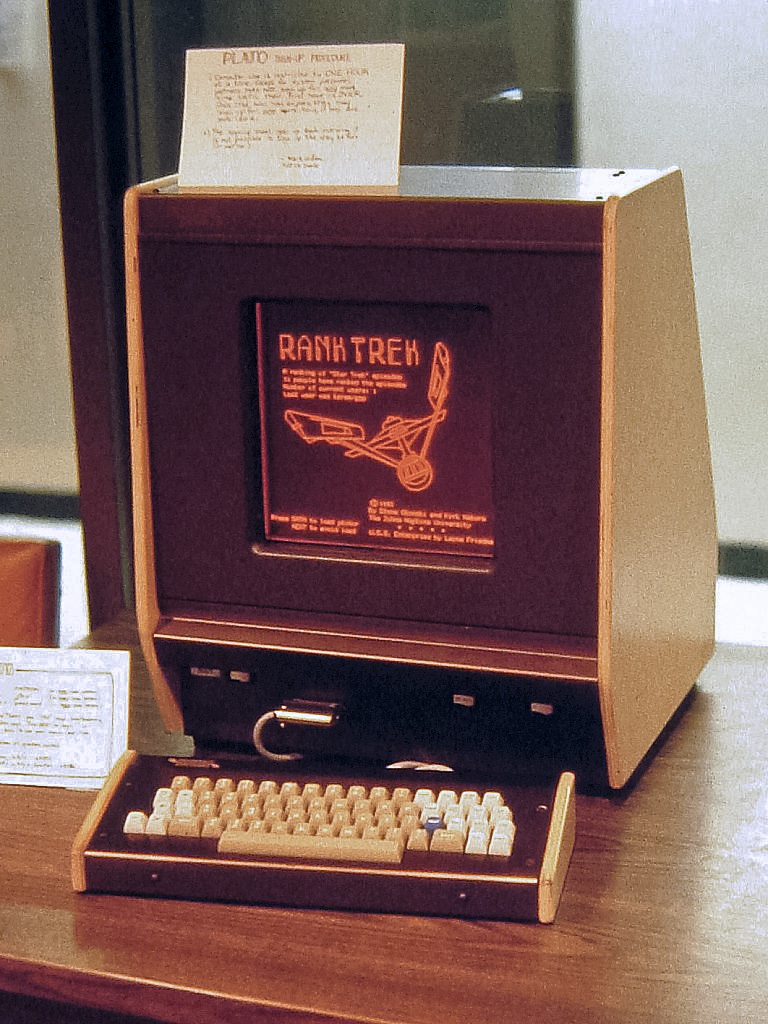
PLATO V 端末（1981年）。RankTrekというアプリケーションを実行中。端末の持つマイクロプロセッサとメインフレームが協調動作する。プラズマディスプレイがオレンジ色の蛍光を放っている。ディスプレイの周囲に赤外線センサがあり、タッチパネルとしても機能する。

マイクロプロセッサが登場すると、新たなPLATO端末は PLATO IV 端末より安価でずっと柔軟性の高いものにできるようになった。イリノイ大学では PLATO V 端末と呼ばれたが、システム自体は PLATO IV のままだった。端末は Intel 8080 を搭載してローカルにプログラムを実行できるようになった。現代のJavaアプレットやActiveXコントロールに近い。小さいソフトウェアモジュールを端末にダウンロードすることで、PLATOのコースウェアで複雑なアニメーション表示など従来では不可能だった表現が可能になった。
1972年初め、パロアルト研究所の研究者らがイリノイ大学のPLATOシステムを見学した。このときグラフィックス・アプリケーション・ジェネレータの Show Display、ユーザー定義文字を作成する Charset Editor、Term Talk や Monitor Mode といったコミュニケーションプログラムなどが披露された。
1975年にはCDCが寄贈した CDC Cyber 73 を使い、従来からの場所以外に、小中学校、高校、単科大学、総合大学、軍の研究所など150箇所で使われるようになった。PLATO IV はテキスト、グラフィックス、アニメーションなどでコースウェアを構成でき、共有メモリ機能によって複数ユーザー間でデータをやりとりできる。共有メモリ機能によってチャットのようなプログラムや、マルチユーザー型のフライトシミュレータなども開発された。
PLATO IV の運用開始にあわせて、ビッツァーはプロジェクトの成功を宣言し、汎用的なコンピュータ支援教育が万人に向けて可能になったと主張した。しかし、端末は非常に高価で（約1万2千ドル）、PLATOをさらに普及させるにはコスト低減のためのスケールダウンが必要と思われた。

## CDCの時代
PLATO IV は製品化できるまでの品質レベルに達し、ウィリアム・ノリスはこれを製品化することにますます関心を寄せるようになった。ビジネスの観点から、ノリスはCDCをハードウェア製造企業からサービス企業へと進化させたいと考えており、コンピュータ支援教育は将来有望な市場と思われた。また、ノリスは1960年代末の社会不安の原因は社会的不平等にあると考えていて、それを何とかしたいと考えていた。PLATOは高等教育を受けられない若者に大学並みの教育を受ける機会を与えられる可能性があった。
ノリスは1960年代末にCERLに機材を提供してシステム開発を支援した。1971年、CDC内にPLATOのコースウェアを開発する部門を創設し、CDC内の従業員教育や技術マニュアルの多くをPLATOシステムのコースウェアとした。1974年、CDCのミネアポリス本社でもPLATOの運用を開始し、CDC Cyber の新機種をプロジェクトに寄贈するのと引き換えにシステムの商用化権を手に入れた。

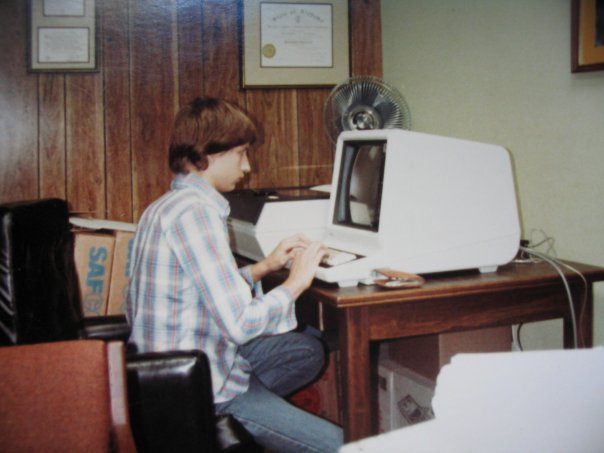
IST-II端末で CDC Plato ネットワークを使っているところ（1979-80年ごろ）

CDCはこの契約を発表し、1985年までに同社の売り上げの半分がPLATOサービスによるものになると主張した。1970年代を通じてCDCは、商用ツールおよび失業者の新規業種向けの再訓練用ツールとしてPLATOを積極的に売り込んでいった。ノリスはPLATOの可能性をあきらめきれず、農夫のための作物情報システムやスラムの若者のための様々なコースなど、主流ではないコースの開発にも投資した。
1980年代初め、CDCは新聞・雑誌やラジオなどでPLATOの大々的な広告宣伝を開始する。プロジェクトは6億ドルとなり、CDC社内ではこの方針に反対する声も上がった。The Minneapolis Tribune 紙はその広告の文言に疑問を持ち、調査を開始した。調査の結果、そのシステムはよりよい教育システムであると証明されたわけではないが、少なくとも利用者は楽しんでいるということがわかった。外部調査機関による公式の評価でも、似たような結論となっている。すなわち、利用者は皆楽しんでいるが、教育効果という意味では平均的な人間の教師と基本的に変わらないという結果だった。
もちろん、コンピュータ支援教育が人間の教師と同等の効果を発揮したということは大きな成果であり、CBTの先駆者らが目標としていたことである。コストさえかければ、コンピュータで全生徒に対応することができ、ストライキも起こさない。しかしCDCは開発費用を少しでも回収するため、同社のデータセンターへのアクセスに1時間50ドルという料金を課した。そのため、人間の教師を雇うよりも高くつくという状況になってしまい、PLATOの実用化は失敗に終わった。それでも、システムを購入する大企業や政府機関も若干存在した。
PLATOをより大衆化する試みとして、1980年に Micro-PLATO が登場した。これは機能を限定したTUTORシステムをCDCの端末 "Viking-721" で動作させるもので、他にもいくつかのホームコンピュータへの移植版も登場した。TI-99/4A、Atari 8ビット・コンピュータ、Zenith Z-100 などに移植され、さらに後にはラジオシャックのTRS-80や IBM PC にも移植された。Micro-PLATO はスタンドアロンでも使えるし、CDCのデータセンターに接続してマルチユーザープログラムを利用することもできる。このためCDCは1時間5ドルの Homelink サービスを開始した。
ノリスはPLATOにこだわり続け、1984年になっても、ほんの数年でPLATOがCDCの主要収入源となると主張していた。ノリスが1986年にCEOを引退すると、徐々にPLATOサービスは縮小されていった。後にノリスはPLATOが失敗した原因は Micro-PLATO にあると主張した。TI-99/4A を最初のプラットフォームに選んだが、TIは間もなくホームコンピュータ市場から撤退し、アタリのシステムも似たような結果となった。ノリスはPLATOシステムの価値はオンライン性にあるとし、その部分が欠落していた Micro-PLATO は時間の無駄だったとしている。
ビッツァーはCDCの過ちについてもっと率直に、同社の企業文化が問題だったと主張している。ビッツァーによれば、コースウェア開発コストはコース実施時間1時間あたり平均30万ドルで、CERLは似たようなコースウェアにもそれだけのコストを支払っていたと指摘している。したがって、CDCがコストを回収しようとすれば高い価格設定にせざるを得ず、価格が高ければ多くの人は寄り付かない。ビッツァーは、CDC社内にコースウェア開発部門を設置し、その部門が利益を上げることを指示したことが高い価格設定になった原因だと指摘した。

## 南アフリカでのPLATO
CDCがPLATOの販売促進を行っていたころ、海外でもPLATOを使用する動きが出始めた。南アフリカ共和国は1980年代初期の最大のPLATOユーザーの1つである。南アフリカの電力会社Eskomはヨハネスブルグ北西の近郊にCDCの大型機を所持していた。発電および送電に関する管理タスクなどに使われていたが、PLATOソフトウェアも動作させていた。1980年代初期、南アフリカ最大のPLATOシステムを設置したのは西ケープ大学で、有色人種の教育用に一時期は数百の PLATO IV 端末をヨハネスブルグとデータ回線で接続していた。他にもいくつかの研究教育機関でPLATOを採用している。例えば、ニューカッスル近郊のマダデニにあるマダデニ・カレッジなどがある。
マダデニ・カレッジは特に特殊な例である。学生は1,000名ほどで、全員黒人であり、99.5%がズールー人である。クワズールー自治領内の教師10人を配置した大学のひとつで、その中でも最大規模である。大学とは言っても当時は教室に電気もひかれておらず、大学全体で手回し式の電話が1台あるだけだった。その中に16台の端末を配置し絨毯が敷かれエアコンが設置された部屋というのは、明らかに異質だった。当時、PLATOの端末を通してだけ外界とコミュニケーションが可能だった。
学生の多くは田舎から来ており、PLATO端末は彼らがはじめて見る電化製品だった。彼らがPLATOを使いこなせるかという懸念もあったが、実際に使わせてみると何の問題もなかった。1時間以内に多くの学生がシステムに慣れ、数学と科学について学んだ。特にキーボードのタイピング学習が人気を呼んだという。一部の学生はTUTORの使い方まで学び、さらにごく一部の学生はズールー語のコースウェアを書くところまでいった。
南アフリカでは企業内のトレーニングにもPLATOが使われた。先述したEskomは発電所のオペレータの教育にPLATOを利用し成果をあげている。南アフリカ航空 (SAA) は客室乗務員の教育にPLATOによるシミュレーションを採用した。他にも多数の企業がPLATOを社内教育に採用した。
CDCの南アフリカ支社はPLATO上で中学校の全課程のコースウェアの開発を推進したが、完成間近になって南アフリカから撤退することになった。これは、アメリカ合衆国でアパルトヘイトを行っている南アフリカへの反感が強まったためでもあり、またCDCがマイクロコンピュータの急速な発展に乗り遅れたためでもある。

## オンライン・コミュニティ
PLATOはコンピュータ支援教育向けに設計されたが、コミュニケーション支援機能によって生まれたオンライン・コミュニティが最大の遺産だとされている。デイビッド・R・ウーリーが1973年に開発した PLATO Notes は世界初の電子掲示板であり、後の Lotus Notes に影響を与えた。1976年までに様々なオンライン・コミュニケーションのツールが開発されている。Personal Notes（電子メール）、Talkomatic（チャットルーム）、Term-Talk（インスタントメッセージ）、monitor mode（遠隔スクリーン共有）などが開発され、顔文字もPLATO上で生まれた。
PLATO端末のプラズマディスプレイは、I/O帯域幅が小さかったが（毎秒180文字または毎秒60本の線の描画）、ゲームに適していた。1つのゲームに60ビットの共有変数を1500個割り当てることができ（当初）、それを使ってオンラインゲームを実装可能だった。教育用のシステムで利用者の多くが若者だったため、ゲームへの関心は高かった。
1970年代から1980年代にかけて、PLATO上で様々なマルチプレーヤーのオンラインゲームが作られた。「スタートレック」に基づいた Empire、フライトシミュレーションゲームの Airfight、戦車シミュレーションゲームの Panther、フリーセル（PLATOが発祥）、ロールプレイングゲーム「ダンジョンズ&ドラゴンズ」から着想を得て生まれたいくつかのRPG（dndやローグ）がある。Moria、Dry Gulch、Bugs-n-Drugs などはMUDの先駆けである。DOOMやQuakeのような一人称視点のシューティングゲームも人気を呼んだ。Avatar はMUDとして特に人気となった。
こういったコミュニケーションツールやゲームはPLATOの多数のユーザーによるオンライン・コミュニティを形成する元になった。このコミュニティは20年以上も存続した。PLATOでのゲームはあまりにも人気となったため、"The Enforcer" というプログラムを開発してゲームの実行を監視するようになった。コンテンツによるアクセス制限を設けるスタイルのさきがけである。
2006年9月、最後まで残っていた CDC Cyber を使ったPLATOシステムである連邦航空局のシステムが退役となった。PLATO系の現存するシステムとしては、NovaNet と後述する Cyber1.org がある。
1976年時点で、本来の PLATO IV システムは950の端末からアクセスでき、3500時間のコースウェアを擁し、CDCとフロリダ州立大学でも追加のシステムが運用されていた。最終的に12,000時間以上のコースウェアが開発されている。高校とカレッジの課程はほぼカバーしており、他に読書術、産児調節、ラマーズ法訓練、家計簿などを扱ったコースウェアもある。イリノイ大学医学部は大学1年生向けの科学系のコースウェアと自主試験システムを開発した。1980年代にCDCが撤退すると、興味を持っていた教育者が IBM PC にその機能を移植し、さらにはwebベースのシステムを開発した。

## その後の成果と他のバージョン
PLATOに関してCDCで最大の商業的成功となった事例として、全米証券業協会 (NASD) のオンライン試験システムがある。1970年代にマイケル・スタイン、E・クラーク・ポーター、ジム・ゲスキエールがNASD重役のフランク・マコーリフと協力してオンデマンド型の商用試験サービスを開発した。試験ビジネスは徐々に成長し、1990年にはCDCから Drake Training and Technologies として独立することになる。その後同社はノベルと提携し、メインフレームからLANベースのクライアントサーバモデルへと移行し、世界規模で様々な資格認定団体のオンライン試験サービスを提供するビジネスを展開するようになっていった。現在はプロメトリックという社名である。また、プロメトリックを退職した人々が同様の企業ピアソンVUEを1994年に創業している。
他にも小規模な類似企業がいくつかPLATOシステムから派生していった。2012年現在で存続している企業として The Examiner Corporation がある。イリノイ大学出身のスタンレー・トロリップとCDC出身のゲイリー・ブラウンが1984年に The Examiner System のプロトタイプを開発し、同社の礎を築いた。
1970年代前半、ノースウェスタン大学ではPLATOを改良した MULTI-TUTOR システムを開発し、その一環としてジェームズ・スカイラーが HYPERTUTOR を開発した。これはいくつかのサイトでCDC製メインフレーム上で動作した。
1973年から1980年にかけて、イリノイ大学医学部のトーマス・T・チェンのグループがTUTORをミニコンピュータ Modcomp IV に移植した。初のミニコンピュータへの移植であり、1976年にはほぼ動作するようになった。1980年、チェンはこれを販売するために Global Information Systems Technology (GIST) を創業。後に Adayana Inc. に吸収された。Modcomp IV への移植に参加したヴィンセント・ウーはアタリ向けPLATOカートリッジを開発している。
1989年、CDCは "PLATO" の商標権とコースウェア販売部門の権利を The Roach Organization (TRO) に売却。TROは社名を PLATO Learning と変更し、2012年現在もPC上で動作するPLATOコースウェアの販売とサービスを提供している。
その後もCDCは基本システムを CYBIS (CYber-Based Instructional System) と改称して開発を継続し、既存の顧客へのサービスを継続。後にCYBIS事業を University Online に売却した。University Online は後に VCampus と改称した。
イリノイ大学もPLATOの開発を継続し、University Communications, Inc. (UCI) と共同で NovaNET という商用オンラインサービスを立ち上げた。CERLは1994年に閉鎖となり、PLATOのコードベースはUCIが管理保守することになった。UCIは後に NovaNET Learning と改称、同社は National Computer Systems (NCS) に買収された。間もなく、NCSはピアソンが買収し、何度かの名称変更を経て、Pearson Digital Learning となった。

## Cyber1
2004年8月、CDCの最終リリースに対応したPLATOが Cyber1 としてオンラインで復活した。フリーかつオープンソースのCDCマシンのエミュレータ Desktop Cyber 上で動作する。6カ月で口コミだけで500人のかつてのPLATOユーザーがこのシステムに登録している。Cyber1で使われているのはVCampusの許可を得たもので、CYBISの最終リリース版 (99A) である。オペレーティングシステムは CDC の資産を取得した Syntegra（現在はBTの一部）の許可を得て NOS の最終版 (2.8.7) を使用している。Cyber1では、これらのソフトウェアをエミュレータ上で動作させている。16,000以上のレッスンがあり、ゲームなどもかつてのものが動作する。

## 技術革新
- プラズマディスプレイ - 1964年ごろ、ドナルド・ビッツァーが PLATO IV 向けに開発
- タッチパネル - 1964年ごろ、ドナルド・ビッツァーが PLATO IV 向けに開発
- Answer Judging Machinery - TUTORの25個のコマンドセットで、学生が複雑な概念を理解したかとうかを簡単に試験できる。
- Show Display Mode - 1975年。TUTORソフトウェア向けのグラフィックス・アプリケーション・ジェネレータ。QuickDrawの描画言語エディタの前身。
- Charset Editor - MacPaintのようにビットマップ画像を描画してダウンロード可能なフォントとして格納する。
- Monitor Mode - 1974年。画面を共有する機能で、PLATOシステムを使った実習で使用。
- Pad （数カ月後システムに Notesfiles として定義された） - 1973年。コンピュータ上の汎用掲示板。ニュースグループ、DECの DECnotes、Lotus Notes などの前身。
- Talkomatic - 1974年。6人で会話できるチャットルーム（テキスト）。
- Term-Talk - 1973年。インスタントメッセージの前身。
- Gooch Synthetic Woodwind - 1972年ごろ。端末用音楽デバイス。サウンドカードやMIDIの前身。
- 顔文字 - 1973年

以下のようなゲームも開発された。
- Airfight - 1974年、ブランド・フォルトナーが開発した3Dフライトシミュレータ。学生だったブルース・アートウィックがこれを見てフライトシミュレーションゲームを開発する会社 subLOGIC を創業し、同社の製品をマイクロソフトが買い取って、Microsoft Flight Simulator となった。
- Empire - 1974年ごろ。プレーヤー30人の2Dシューティングゲーム。
- Spasim - 1974年ごろ。プレーヤー32人の一人称視点の宇宙戦闘ゲーム（シューティング）。
- Pedit5 - 1975年ごろ。初期のグラフィックスを使ったダンジョン探検ゲーム(RPG)。
- dnd - 1975年。ダンジョン探検ゲーム(RPG)で、初めてボスキャラクターが登場。
- Panther - 1975年ごろ、ジョン・ハフェリが開発。3D戦車シミュレーション。
- Build-Up - 1975年、J・G・バラードの小説を元にブルース・ウォレスが開発。PLATOでは初の3D迷路ゲーム。
- Think15 - 1977年ごろ。2D荒野探検シミュレーションゲーム。
- Avatar - 1978年ごろ。2.5DグラフィックスのMUDゲーム。後のMMORPGの元になった。
- フリーセル - 1979年、ポール・アルファイルが開発。
- Mahjong solitaire - 1981年、ブローディ・ロッカードが開発。1986年に「上海」としてアクティビジョンが製品化。